# Gran Premio d'Argentina 1995
Il Gran Premio d'Argentina 1995 fu una gara di Formula 1, disputatasi il 9 aprile 1995 sul Circuito di Buenos Aires. Fu la seconda prova del mondiale 1995 e vide la vittoria di Damon Hill su Williams-Renault, seguito da Jean Alesi e da Michael Schumacher

## Qualifiche
| Pos | N  | Pilota                 | Costruttore/Motore | Tempo    | Gap     |
| --- | -- | ---------------------- | ------------------ | -------- | ------- |
| 1   | 6  | David Coulthard        | Williams-Renault   | 1:53.241 |         |
| 2   | 5  | Damon Hill             | Williams-Renault   | 1:54.057 | +0.816  |
| 3   | 1  | Michael Schumacher     | Benetton-Renault   | 1:54.272 | +1.031  |
| 4   | 15 | Eddie Irvine           | Jordan-Peugeot     | 1:54.381 | +1.140  |
| 5   | 8  | Mika Häkkinen          | McLaren-Mercedes   | 1:54.529 | +1.288  |
| 6   | 27 | Jean Alesi             | Ferrari            | 1:54.637 | +1.396  |
| 7   | 4  | Mika Salo              | Tyrrell-Yamaha     | 1:54.757 | +1.516  |
| 8   | 28 | Gerhard Berger         | Ferrari            | 1:55.276 | +2.035  |
| 9   | 30 | Heinz-Harald Frentzen  | Sauber-Ford        | 1:55.583 | +2.342  |
| 10  | 14 | Rubens Barrichello     | Jordan-Peugeot     | 1:56.114 | +2.873  |
| 11  | 6  | Johnny Herbert         | Benetton-Renault   | 1:57.068 | +3.827  |
| 12  | 9  | Gianni Morbidelli      | Footwork-Hart      | 1:57.092 | +3.851  |
| 13  | 24 | Luca Badoer            | Minardi-Ford       | 1:57.167 | +3.926  |
| 14  | 12 | Jos Verstappen         | Simtek-Ford        | 1:57.231 | +3.990  |
| 15  | 3  | Ukyo Katayama          | Tyrrell-Yamaha     | 1:57.484 | +4.243  |
| 16  | 23 | Pierluigi Martini      | Minardi-Ford       | 1:58.066 | +4.825  |
| 17  | 7  | Mark Blundell          | McLaren-Mercedes   | 1:58.660 | +5.419  |
| 18  | 26 | Olivier Panis          | Ligier-Mugen-Honda | 1:58.824 | +5.583  |
| 19  | 25 | Aguri Suzuki           | Ligier-Mugen-Honda | 1:58.882 | +5.641  |
| 20  | 11 | Domenico Schiattarella | Simtek-Ford        | 1:59.539 | +6.298  |
| 21  | 29 | Karl Wendlinger        | Sauber-Ford        | 2:00.751 | +7.510  |
| 22  | 17 | Andrea Montermini      | Pacific-Ford       | 2:01.763 | +8.522  |
| 23  | 16 | Bertrand Gachot        | Pacific-Ford       | 2:04.050 | +10.809 |
| 24  | 22 | Roberto Moreno         | Forti-Ford         | 2:04.481 | +11.240 |
| 25  | 21 | Pedro Diniz            | Forti-Ford         | 2:05.932 | +12.691 |
| 26  | 10 | Taki Inoue             | Footwork-Hart      | 2:07.298 | +14.057 |

## Gara
Al via, Schumacher cerca di superare Hill, ma l'inglese riesce a mantenere la posizione. Intanto, dietro, Alesi compie un testacoda alla prima curva, provocando una serie di carambole che portano al ritiro di Badoer, Gachot e Wendlinger. Viene così esposta la bandiera rossa e si rende necessaria una seconda partenza, alla quale prende parte anche Alesi con il muletto.
Al secondo via Häkkinen, urtando la Jordan di Irvine, fora la gomma posteriore sinistra, ritirandosi; Schumacher scatta bene portandosi in seconda posizione dietro a Hill. e anche Alesi ha un buono spunto, piazzandosi quinto dietro al sorprendente Salo su Tyrrell. Partito per effettuare due soste – al contrario dei piloti di Williams e Benetton –, Alesi mostra grande difficoltà nel superare Salo, perdendo così secondi preziosi, mentre il suo compagno di scuderia, Berger, dopo pochi giri fora una gomma e compromette la sua gara.
Le Williams si dimostrano superiori alla concorrenza, soprattutto per quanto riguarda il telaio, e fanno il vuoto. Al 16º giro, però, si ritira Coulthard a causa di problemi all'acceleratore; così a duellare per la vittoria restano Hill e Alesi il quale ha dalla sua, rispetto all'inglese, il vantaggio di effettuare una sosta in meno; Schumacher non riesce invece a trovare il ritmo gara ideale, pur conservando senza problemi la terza piazza.
La gara si decide col terzo pit stop di Hill: i meccanici della Williams non sbagliano e così l'inglese mantiene il comando della corsa, andando a cogliere il suo primo successo stagionale davanti a un ottimo Alesi, a Schumacher, Herbert, Frentzen e Berger.
Sorprendono in negativo invece le due Forti-Ford di Diniz e Moreno che giungono al traguardo con 9 giri di ritardo da Hill e, non avendo completato il 90% della distanza totale, non vengono nemmeno classificate, nonostante abbiano effettivamente terminato la corsa.

### Classifica
| Pos | N. | Pilota                 | Costruttore/Motore | Giri | Tempo/Ritiro                  | Griglia | Punti |
| --- | -- | ---------------------- | ------------------ | ---- | ----------------------------- | ------- | ----- |
| 1   | 5  | Damon Hill             | Williams-Renault   | 72   | 1:53:14.532                   | 2       | 10    |
| 2   | 27 | Jean Alesi             | Ferrari            | 72   | +6.407                        | 6       | 6     |
| 3   | 1  | Michael Schumacher     | Benetton-Renault   | 72   | +33.376                       | 3       | 4     |
| 4   | 2  | Johnny Herbert         | Benetton-Renault   | 71   | +1 Giro                       | 11      | 3     |
| 5   | 30 | Heinz-Harald Frentzen  | Sauber-Ford        | 70   | +2 Giri                       | 9       | 2     |
| 6   | 28 | Gerhard Berger         | Ferrari            | 70   | +2 Giri                       | 8       | 1     |
| 7   | 26 | Olivier Panis          | Ligier-Mugen-Honda | 70   | +2 Giri                       | 18      |       |
| 8   | 3  | Ukyo Katayama          | Tyrrell-Yamaha     | 69   | +3 Giri                       | 15      |       |
| 9   | 11 | Domenico Schiattarella | Simtek-Ford        | 68   | +4 Giri                       | 20      |       |
| NC  | 21 | Pedro Diniz            | Forti-Ford         | 63   | Non classificato              | 25      |       |
| NC  | 22 | Roberto Moreno         | Forti-Ford         | 63   | Non classificato              | 24      |       |
| Ret | 4  | Mika Salo              | Tyrrell-Yamaha     | 48   | Collisione con A.Suzuki       | 7       |       |
| Ret | 25 | Aguri Suzuki           | Ligier-Mugen-Honda | 47   | Collisione con M.Salo         | 19      |       |
| Ret | 23 | Pierluigi Martini      | Minardi-Ford       | 44   | Testacoda                     | 16      |       |
| Ret | 9  | Gianni Morbidelli      | Footwork-Hart      | 43   | Problema elettrico            | 12      |       |
| Ret | 10 | Taki Inoue             | Footwork-Hart      | 40   | Testacoda                     | 26      |       |
| Ret | 14 | Rubens Barrichello     | Jordan-Peugeot     | 33   | Pressione olio                | 10      |       |
| Ret | 12 | Jos Verstappen         | Simtek-Ford        | 23   | Cambio                        | 14      |       |
| Ret | 6  | David Coulthard        | Williams-Renault   | 16   | Problema elettrico            | 1       |       |
| Ret | 7  | Mark Blundell          | McLaren-Mercedes   | 9    | Perdita olio                  | 17      |       |
| Ret | 15 | Eddie Irvine           | Jordan-Peugeot     | 6    | Motore                        | 4       |       |
| Ret | 17 | Andrea Montermini      | Pacific-Ford       | 1    | Collisione con B.Gachot       | 22      |       |
| Ret | 8  | Mika Häkkinen          | McLaren-Mercedes   | 0    | Collisione con E.Irvine       | 5       |       |
| Ret | 16 | Bertrand Gachot        | Pacific-Ford       | 0    | Collisione con A.Montermini   | 23      |       |
| Ret | 29 | Karl Wendlinger        | Sauber-Ford        | 0    | Incidente alla prima partenza | 21      |       |
| Ret | 24 | Luca Badoer            | Minardi-Ford       | 0    | Incidente alla prima partenza | 13      |       |

## Classifiche Mondiali

### Piloti
| Pos | Pilota                | Punti |
| --- | --------------------- | ----- |
| 1   | Michael Schumacher    | 14    |
| 2   | Damon Hill            | 10    |
| 3   | Jean Alesi            | 8     |
| 4   | David Coulthard       | 6     |
| 5   | Gerhard Berger        | 5     |
| 6   | Mika Häkkinen         | 3     |
| 6   | Johnny Herbert        | 3     |
| 8   | Heinz-Harald Frentzen | 2     |
| 9   | Mark Blundell         | 1     |

### Costruttori
| Pos | Team             | Punti |
| --- | ---------------- | ----- |
| 1   | Ferrari          | 13    |
| 2   | Williams-Renault | 10    |
| 3   | Benetton-Renault | 7     |
| 4   | McLaren-Mercedes | 4     |
| 5   | Sauber-Ford      | 2     |